# Cupania triquetra
Cupania triquetra là một loài thực vật có hoa trong họ Bồ hòn. Loài này được A.Rich. mô tả khoa học đầu tiên năm 1845.